# Віллі Вонка
Віллі Вонка — вигаданий персонаж, який з'являється в дитячому романі «Чарлі і шоколадна фабрика» британського письменника Роальда Дала у 1964 року та його продовженні 1972 року «Чарлі і великий скляний ліфт». Він ексцентричний власник шоколадної фабрики Вонка.
Образ Вонки неодноразово було показано в кіно. В 1971 році Джин Вайлдер зобразив Віллі Вонку у фільмі «Віллі Вонка і шоколадна фабрика». Герой Джонні Деппа у фільмі «Чарлі та шоколадна фабрика» 2005 року став популярним серед критиків та глядачів. І Вайлдер, і Депп були номіновані на «Золотий глобус» за свої ролі. У 2023 році Вонку зіграв Тімоті Шаламе у першому фільмі-приквелі під назвою «Вонка».

## Поява

### Чарлі і шоколадна фабрика
У «Чарлі і шоколадна фабрика» Вонка сховав п'ять золотих квитків у своїх шоколадних плитках. Ті, хто знайдуть їх, винагороджуються екскурсією по його фабрикою, кожен може взяти в супровід одного дорослого на свій вибір, а також отримає довічний запас шоколаду. Але діти не знають, що екскурсія — це ще й змагання, щоб перевірити їх моральні якості. У ході туру четверо дітей вибувають, залишаючи Чарлі Бакета переможцем. У цей момент Вонка показує, що справжньою нагородою є сама фабрика, оскільки йому потрібен хтось, хто візьме її на себе та доглядає за Умпа-Лумпами, які там працюють після його виходу на пенсію.
Вонка представлений як «маленька людина» з козячою борідкою, одягнений у фіолетове пальто, зелені штани та циліндр. Він бадьорий і швидко рухається, як білка, хоча пізніше він каже Чарлі, що він «набагато старший, ніж ти думаєш».

### Чарлі і Великий скляний ліфт
Вонка разом із Чарлі та його сім'єю підіймається на борт Великого скляного ліфта та з'єднується з Space Hotel USA. Space Hotel відстежує ліфт назад до фабрики Вонки. Потім Вонка їде з Чарлі та його родиною в Білий дім Сполучених Штатів.

## Кіноадаптації

### Віллі Вонка і шоколадна фабрика (1971)
Віллі Вонка (у виконанні Джина Вайлдера) сховав п'ять золотих квитків у своїх магазинах Вонка. Люди, які знайдуть ці спеціальні квитки, отримають повну екскурсію по його суворо охоронюваній фабриці цукерок, а також пожиттєвий запас шоколаду. Під час екскурсії Вонка спокушає кожного з поганих дітей не виконувати його накази чимось, пов'язаним з їхніми індивідуальними вадами характеру. Одна за одною кожна дитина зникає з туру, доки Чарлі Бакет не стає єдиною дитиною, що залишилася. Однак Чарлі та дідусь Джо також піддалися спокусі до цього часу й спробували Fzzy Lifting Drinks, експериментальну лінію напоїв містера Вонки, яка дає тим, хто п'є, можливість тимчасово плавати. Напої, все ще занадто міцні, наблизили Чарлі та дідуся Джо до смерті.
Вонка повідомляє Чарлі, що тур закінчено, раптово звільняє його та дідуся Джо і зникає у своєму офісі, не згадуючи обіцяного головного призу — довічного запасу шоколаду. Вони обидва заходять в офіс Вонки, щоб протистояти йому. Дідусь Джо запитує про приз, але Вонка каже йому, що Чарлі не отримає його, бо він порушив правила, сердито посилаючись на пункт про конфіскацію контракту, який власники квитків підписали на початку туру. Розпивання Чарлі газованих напоїв для ліфтингу стало крадіжкою, тому він порушив договір і нічого не отримує. Тоді Вонка відпускає їх і чує: «Добрий день, сер!» Дідусь Джо сердито дорікає йому за те, що він зруйнував надії онука, але Вонка залишається незворушним і знову сердито відпускає його.
Дідусь Джо клянеться помститися Вонці. Побачивши, як Чарлі не вдавється до помсти, Вонка бачить у ньому чесний характер і вирішує пропустити інцидент із підняттям газованого напою. Він радісно каже Чарлі, що пройшов іспит, і відновлює свій приз. Потім Вонка розкриває, що Слагворт, який шпигував за дітьми, насправді був його власним замаскованим співробітником.
Тріо входить у Великий скляний ліфт, який піднімається високо в небо, тоді Вонка каже, що головний приз насправді — це вся фабрика та бізнес, які Чарлі отримає, коли Вонка піде на пенсію, а тим часом Чарлі та вся його родина переїдуть на завод. Вонка нагадує Чарлі не забувати, що трапилося з людиною, яка отримала все, що він коли-небудь хотів: «Він жив довго і щасливо».

### Чарлі і шоколадна фабрика (2005)
Віллі Вонка (зображений Джонні Деппом дорослим і Блер Данлоп в дитинстві) знову є власником відомої шоколадної фабрики. Через проблеми, пов'язані з промисловим шпигунством, він звільнив усіх своїх співробітників, зокрема дідуся Чарлі Джо, і закрив свою фабрику на багато років. Wonka оголошує конкурс, у якому п'ять золотих квитків були заховані під обгортками Wonka Bars по всьому світу. Кожен, хто їх знайде, отримає екскурсію фабрикою та пожиттєвий запас шоколаду; крім того, один переможець в кінці туру отримає спеціальний приз. Чарлі останнім знайшов Золотий квиток.
У день туру Вонка вітає переможців і дорослих, які їх супроводжують, біля воріт фабрики і проводить їх на сам завод. Один за одним усі діти, крім Чарлі, піддаються спокусам, запропоновані Вонкою, і вибувають з туру. Вонка пропонує Чарлі шанс жити і працювати з ним на фабриці, пояснюючи, що метою конкурсу було знайти наступника, який би став власником після його виходу на пенсію. Проте Вонка очікує, що Чарлі назавжди залишить свою сім'ю, вважаючи сім'ю перешкодою для творчої свободи шоколадника.
Позиція Вонки пов'язана зі складними стосунками з його батьком Вілбуром, видатним стоматологом, який заборонив йому їсти будь-які цукерки і змушував носити великий, громіздкий набір незручних брекетів, щоб підтримувати його зуби в хорошому стані. Одного разу Вонка таємно спробувала цукерку і миттєво був у захваті, втік з дому, щоб зробити кар'єру по виготовленб цукерок. Повернувшись додому, він виявив, що Вілбур переніс весь будинок у невідоме місце, дотримуючись свого слова, що якщо Віллі втече, Вілбура не буде, коли він повернеться, хоча він не думав, що це буде в буквальному сенсі.
Чарлі, який не готовий розлучатися зі своєю сім'єю, відхиляє пропозицію, що змушує Вонку впасти в глибоку депресію, яка підриває його творчі здібності та завдає збитків його бізнесу. За допомогою Чарлі Вонка знаходить Вілбура. Коли Вілбур перевіряє зуби Вонки, за якими він впізнає свого сина, Чарлі виявляє, що Вілбур справді пишається своїм сином, зберігши кожну новину про успіх Вонки. Двоє миряться, і Вонка запрошує всю родину Бакета жити на фабрику.

### Вонка (2023)
15 грудня 2023 року Warner Bros. випустить приквел під назвою «Вонка», присвячений заснуванню компанії Віллі Вонки. Це буде третій великий фільм, у якому з'явиться персонаж. Самого Вонку зіграє Тімоті Шаламе .

## Концепція та створення

### 2005 екранізація

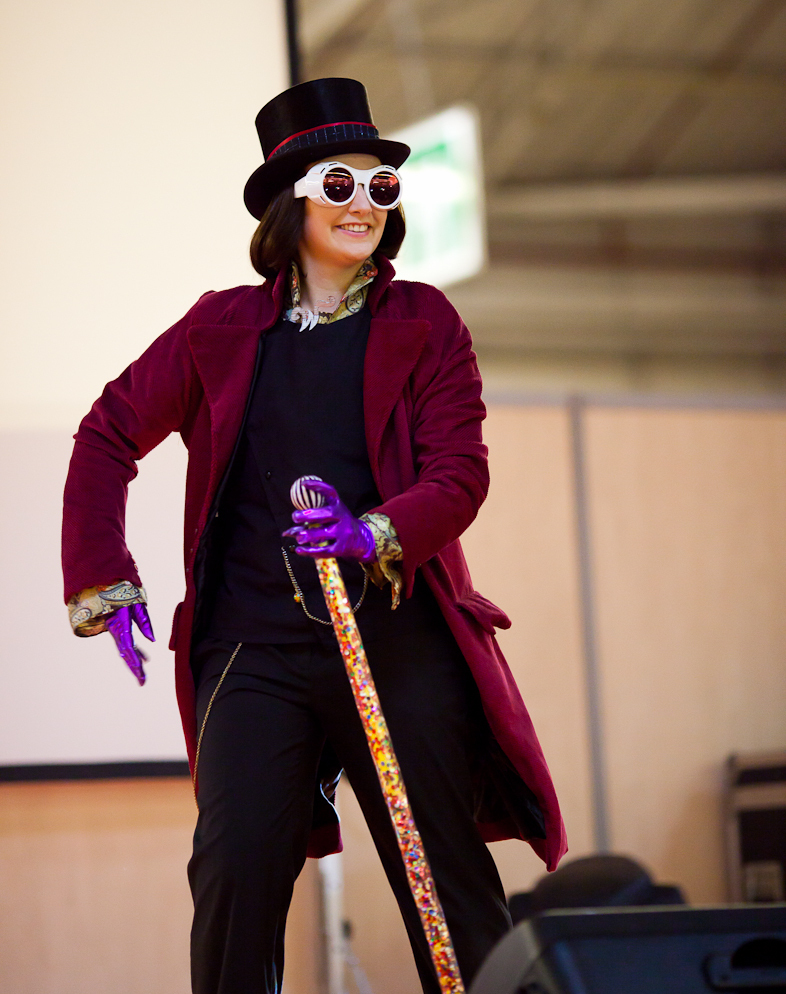
Людина, яка косплеє Віллі Вонку, якого зображено у фільмі 2005 року

На початку виробництва фільму 2005 року Ніколасу Кейджу була запропонована ця роль, але він втратив інтерес. Президент Warner Bros. Алан Ф. Хорн хотів, щоб Том Шадьяк зняв Джима Керрі в ролі Віллі Вонки, вважаючи, що цей дует може зробити "Чарлі та шоколадну фабрику " актуальним для основної аудиторії, але вдова Роальда Даля Ліссі Даль виступила проти цього. Після того, як Тім Бертон був прийнятий на посаду режисера в травні 2003 року, Бертон відразу подумав про Джонні Деппа на роль Віллі Вонки, який приєднався наступного серпня для своєї четвертої співпраці з режисером.
Джонні Депп був єдиним актором, якого Бертон розглядав на цю роль. Він підписав контракт, не читаючи сценарій, маючи намір використовувати зовсім інший підхід, ніж той, який зробив Джин Вайлдер в екранізації 1971 року. «Незалежно від того, що хтось думає про цей фільм, — пояснив Депп, — особа Джина Вайлдера, його персонаж виділяється». Депп заявив у шоу Еллен ДеДженерес, що створив персонажа на основі того, як, на його думку, вів себе «неймовірно вбитий» Джордж Буш .